# Seznam měn

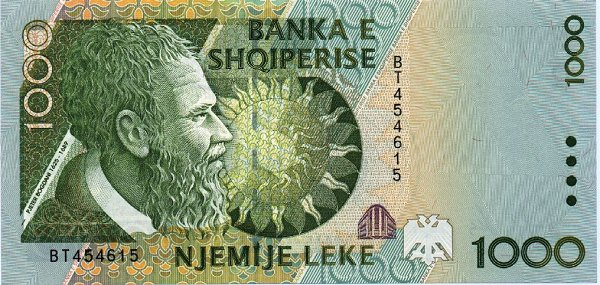
1 000 lek, líc, bankovka, Albánie

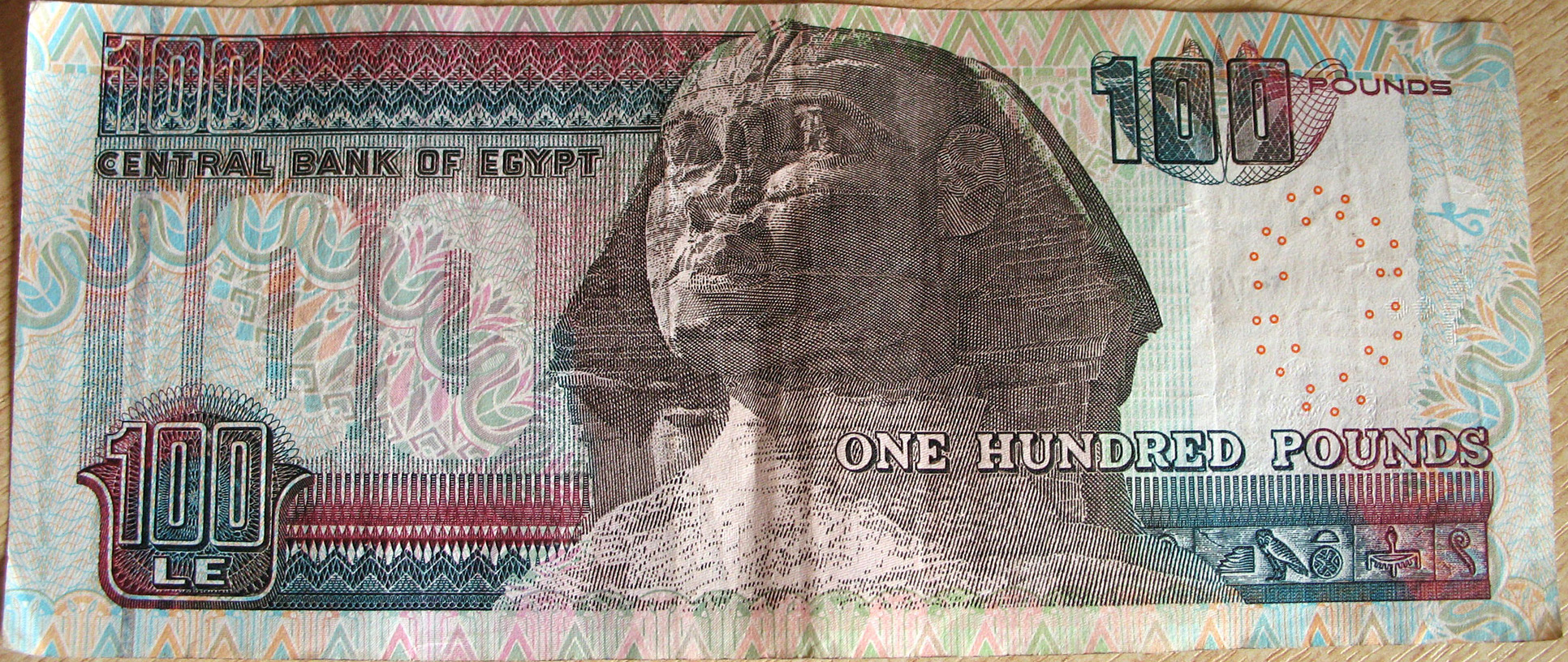
100 liber, líc, bankovka, Egypt

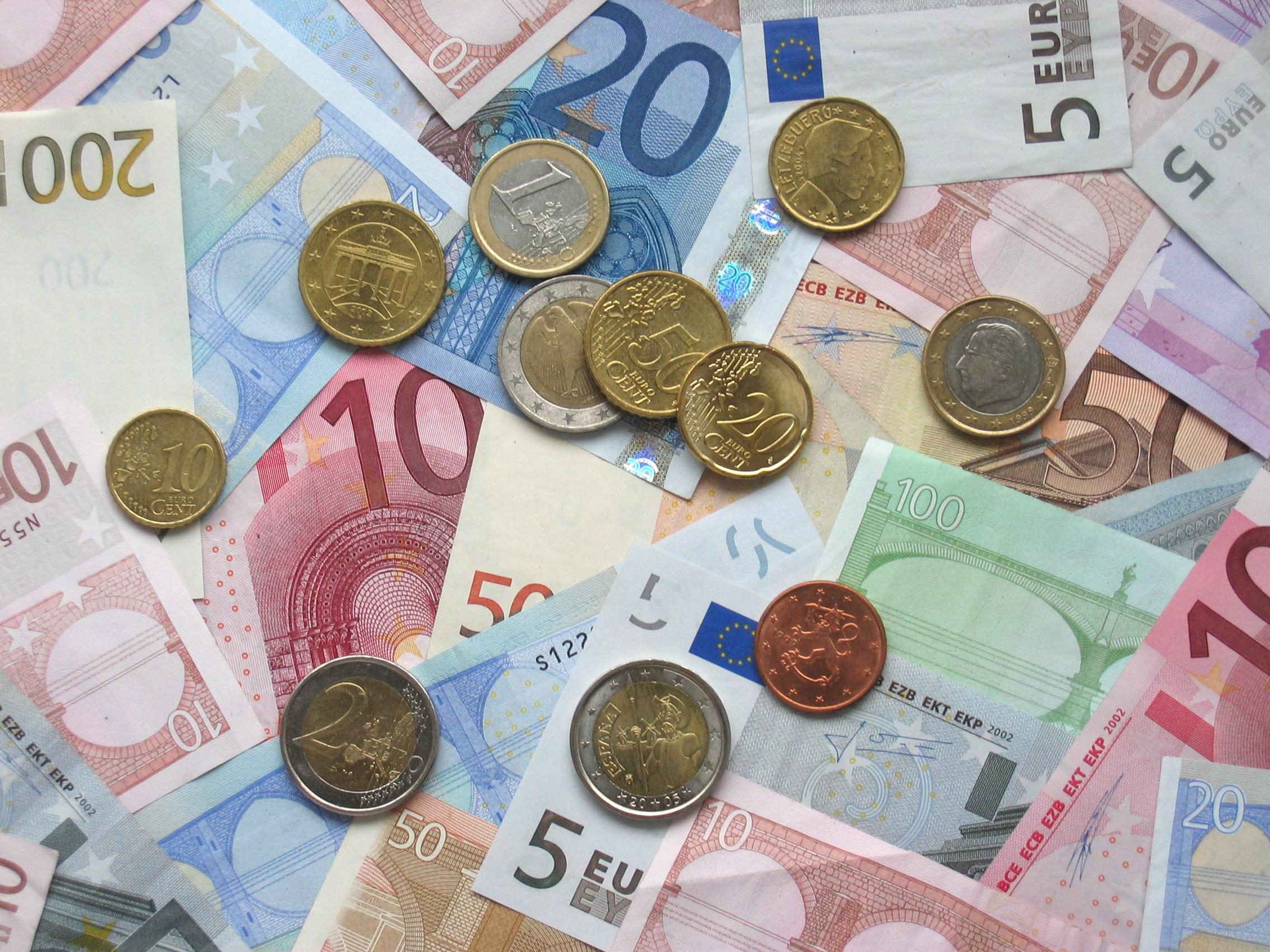
Eura různých hodnot, bankovky a mince, měna eurozóny

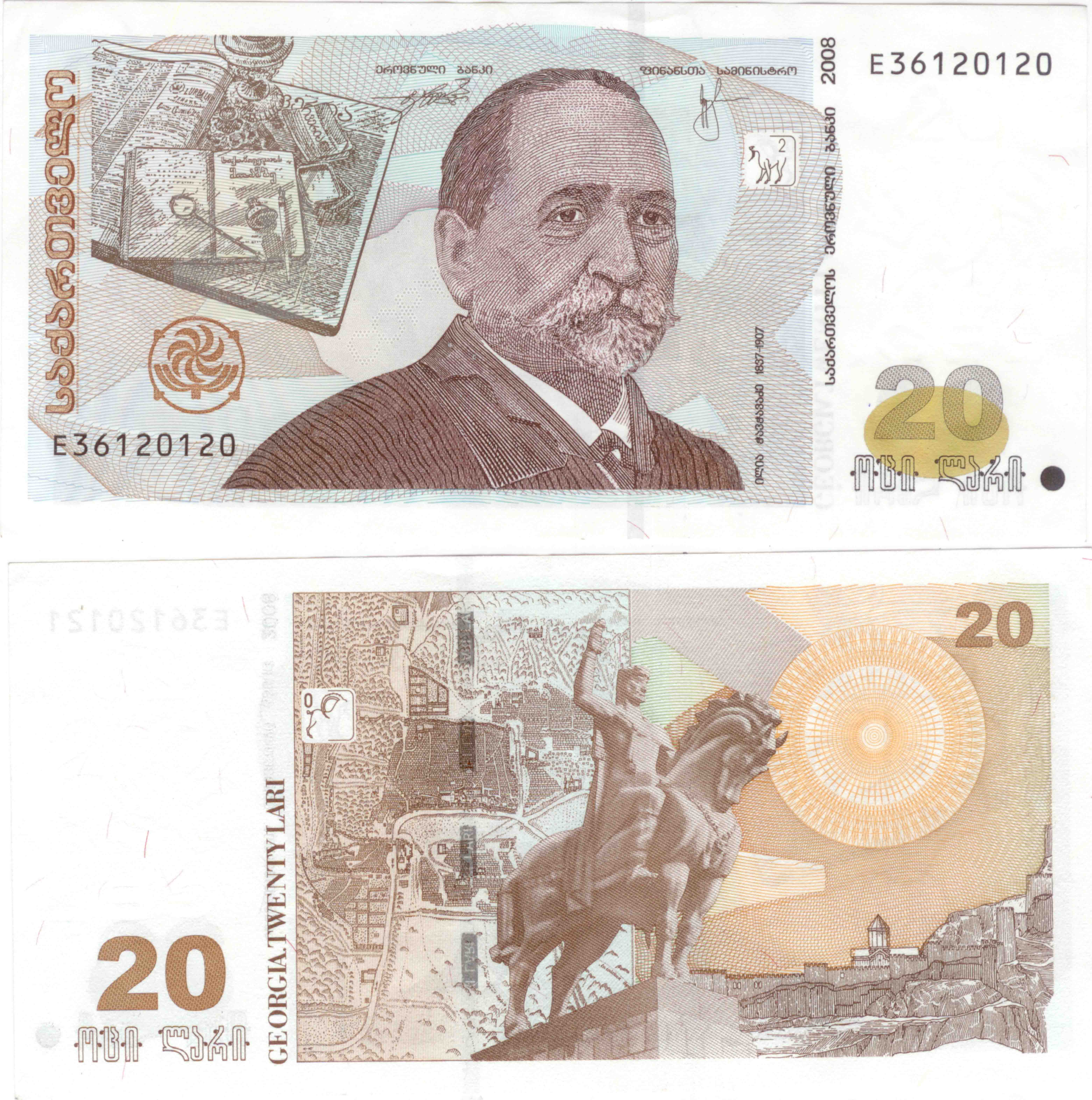
20 lari, bankovka, Gruzie

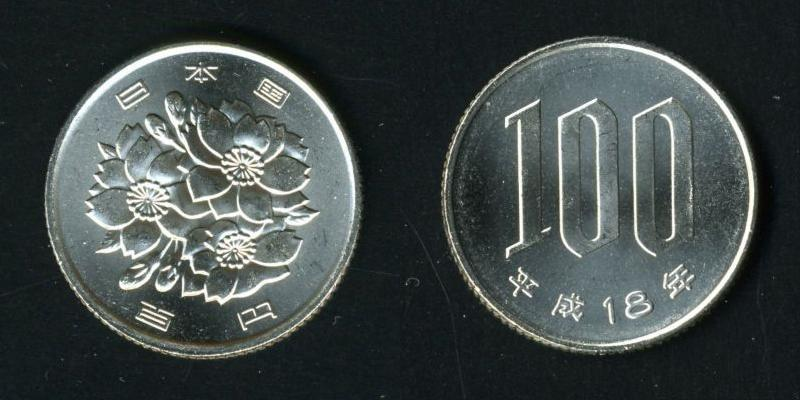
100 jenů, mince, Japonsko

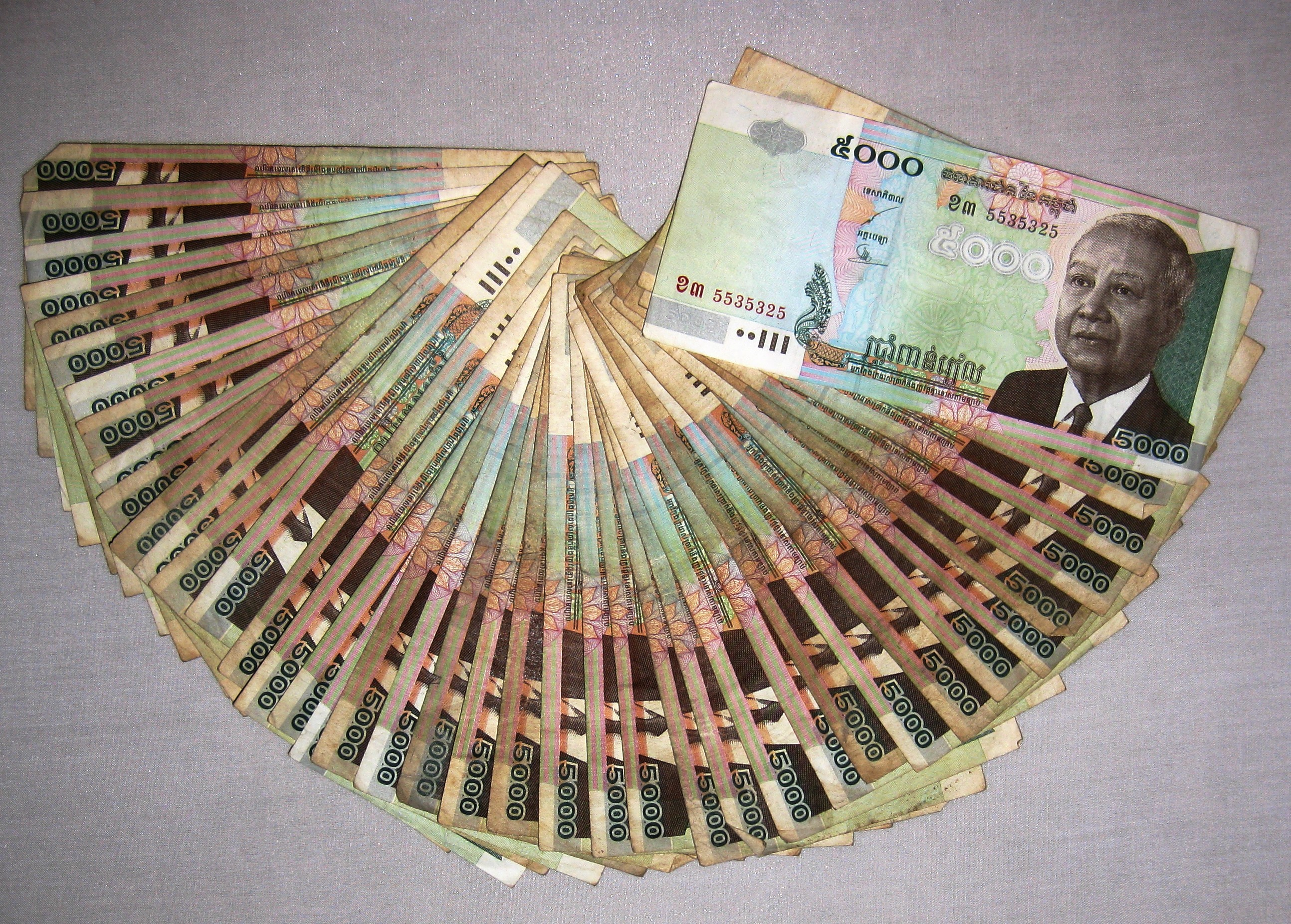
5.000 rielů, líc, bankovky, Kambodža

Tento seznam měn, kterými se platí v jednotlivých zemích světa, je platný k 1. lednu 2023. Uváděné kódy měny definuje mezinárodní norma ISO 4217.

## Členské státy OSN
Seznam měn používaných ve 193 státech, které jsou členy Organizace spojených národů + Vatikán, který není členem OSN, ale OSN ho uznává.
| Stát                           | Název měny                        | Kód měny | Kontinent           | Stejný název měny |
| ------------------------------ | --------------------------------- | -------- | ------------------- | ----------------- |
| Afghánistán                    | Afghánský afghání                 | AFN      | Asie                |                   |
| Albánie                        | Albánský lek                      | ALL      | Evropa              |                   |
| Alžírsko                       | Alžírský dinár                    | DZD      | Afrika              | dinár             |
| Andorra                        | Euro                              | EUR      | Evropa              | euro              |
| Angola                         | Angolská kwanza                   | AOA      | Afrika              |                   |
| Antigua a Barbuda              | Východokaribský dolar             | XCD      | Severní Amerika     | dolar             |
| Argentina                      | Argentinské peso                  | ARS      | Jižní Amerika       | peso              |
| Arménie                        | Arménský dram                     | AMD      | Asie                |                   |
| Austrálie                      | Australský dolar                  | AUD      | Austrálie a Oceánie | dolar             |
| Ázerbájdžán                    | Ázerbájdžánský manat              | AZN      | Asie                | manat             |
| Bahamy                         | Bahamský dolar                    | BSD      | Severní Amerika     | dolar             |
| Bahrajn                        | Bahrajnský dinár                  | BHD      | Asie                | dinár             |
| Bangladéš                      | Bangladéšská taka                 | BDT      | Asie                |                   |
| Barbados                       | Barbadoský dolar                  | BBD      | Severní Amerika     | dolar             |
| Belgie                         | Euro                              | EUR      | Evropa              | euro              |
| Belize                         | Belizský dolar                    | BZD      | Severní Amerika     | dolar             |
| Benin                          | CFA frank                         | XOF      | Afrika              | frank             |
| Bělorusko                      | Běloruský rubl                    | BYN      | Evropa              | rubl              |
| Bhútán                         | Bhútánský ngultrum Indická rupie  | BTN INR  | Asie                |                   |
| Bolívie                        | Bolivijský boliviano              | BOB      | Jižní Amerika       |                   |
| Bosna a Hercegovina            | Konvertibilní marka               | BAM      | Evropa              |                   |
| Botswana                       | Botswanská pula                   | BWP      | Afrika              |                   |
| Brazílie                       | Brazilský real                    | BRL      | Jižní Amerika       |                   |
| Brunej                         | Brunejský dolar                   | BND      | Asie                | dolar             |
| Bulharsko                      | Bulharský lev                     | BGN      | Evropa              |                   |
| Burkina Faso                   | CFA frank                         | XOF      | Afrika              | frank             |
| Burundi                        | Burundský frank                   | BIF      | Afrika              | frank             |
| Čad                            | CFA frank                         | XAF      | Afrika              | frank             |
| Černá Hora                     | Euro                              | EUR      | Evropa              | euro              |
| Česko                          | Česká koruna                      | CZK      | Evropa              | koruna            |
| Čína                           | Čínský jüan                       | CNY      | Asie                |                   |
| Dánsko                         | Dánská koruna                     | DKK      | Evropa              | koruna            |
| Dominika                       | Východokaribský dolar             | XCD      | Severní Amerika     | dolar             |
| Dominikánská republika         | Dominikánské peso                 | DOP      | Severní Amerika     | peso              |
| Džibutsko                      | Džibutský frank                   | DJF      | Afrika              | frank             |
| Egypt                          | Egyptská libra                    | EGP      | Afrika              | libra             |
| Ekvádor                        | Americký dolar                    | USD      | Jižní Amerika       | dolar             |
| Eritrea                        | Eritrejská nakfa                  | ERN      | Afrika              |                   |
| Estonsko                       | Euro                              | EUR      | Evropa              | euro              |
| Etiopie                        | Etiopský birr                     | ETB      | Afrika              |                   |
| Fidži                          | Fidžijský dolar                   | FJD      | Austrálie a Oceánie | dolar             |
| Filipíny                       | Filipínské peso                   | PHP      | Asie                | peso              |
| Finsko                         | Euro                              | EUR      | Evropa              | euro              |
| Francie                        | Euro                              | EUR      | Evropa              | euro              |
| Gabon                          | CFA frank                         | XAF      | Afrika              | frank             |
| Gambie                         | Gambijský dalasi                  | GMD      | Afrika              |                   |
| Ghana                          | Ghanský cedi                      | GHS      | Afrika              |                   |
| Grenada                        | Východokaribský dolar             | XCD      | Severní Amerika     | dolar             |
| Gruzie                         | Gruzínský lari                    | GEL      | Asie                |                   |
| Guatemala                      | Guatemalský quetzal               | GTQ      | Severní Amerika     |                   |
| Guinea                         | Guinejský frank                   | GNF      | Afrika              | frank             |
| Guinea-Bissau                  | CFA frank                         | XOF      | Afrika              | frank             |
| Guyana                         | Guyanský dolar                    | GYD      | Jižní Amerika       | dolar             |
| Haiti                          | Haitský gourde                    | HTG      | Severní Amerika     |                   |
| Honduras                       | Honduraská lempira                | HNL      | Severní Amerika     |                   |
| Chile                          | Chilské peso                      | CLP      | Jižní Amerika       | peso              |
| Chorvatsko                     | Euro                              | EUR      | Evropa              | euro              |
| Indie                          | Indická rupie                     | INR      | Asie                | rupie             |
| Indonésie                      | Indonéská rupie                   | IDR      | Asie                | rupie             |
| Irák                           | Irácký dinár                      | IQD      | Asie                | dinár             |
| Írán                           | Íránský rijál                     | IRR      | Asie                | rijál             |
| Irsko                          | Euro                              | EUR      | Evropa              | euro              |
| Island                         | Islandská koruna                  | ISK      | Evropa              | koruna            |
| Itálie                         | Euro                              | EUR      | Evropa              | euro              |
| Izrael                         | Izraelský šekel                   | ILS      | Asie                |                   |
| Jamajka                        | Jamajský dolar                    | JMD      | Severní Amerika     | dolar             |
| Japonsko                       | Japonský jen                      | JPY      | Asie                |                   |
| Jemen                          | Jemenský rijál                    | YER      | Asie                | rijál             |
| Jižní Afrika                   | Jihoafrický rand                  | ZAR      | Afrika              |                   |
| Jižní Korea                    | Jihokorejský won                  | KRW      | Asie                | won               |
| Jižní Súdán                    | Jihosúdánská libra                | SSP      | Afrika              | libra             |
| Jordánsko                      | Jordánský dinár                   | JOD      | Asie                | dinár             |
| Kambodža                       | Kambodžský riel                   | KHR      | Asie                |                   |
| Kamerun                        | CFA frank                         | XAF      | Afrika              | frank             |
| Kanada                         | Kanadský dolar                    | CAD      | Severní Amerika     | dolar             |
| Kapverdy                       | Kapverdské escudo                 | CVE      | Afrika              |                   |
| Katar                          | Katarský rijál                    | QAR      | Asie                | rijál             |
| Kazachstán                     | Kazašské tenge                    | KZT      | Asie                |                   |
| Keňa                           | Keňský šilink                     | KES      | Afrika              | šilink            |
| Kiribati                       | Kiribatský dolar                  | AUD      | Austrálie a Oceánie | dolar             |
| Kolumbie                       | Kolumbijské peso                  | COP      | Jižní Amerika       | peso              |
| Komory                         | Komorský frank                    | KMF      | Afrika              | frank             |
| Konžská republika              | CFA frank                         | XAF      | Afrika              | frank             |
| Konžská demokratická republika | Konžský frank                     | CDF      | Afrika              | frank             |
| Kostarika                      | Kostarický colón                  | CRC      | Severní Amerika     |                   |
| Kuba                           | Kubánské peso                     | CUP      | Severní Amerika     | peso              |
| Kuvajt                         | Kuvajtský dinár                   | KWD      | Asie                | dinár             |
| Kypr                           | Euro                              | EUR      | Asie                | euro              |
| Kyrgyzstán                     | Kyrgyzský som                     | KGS      | Asie                | som               |
| Laos                           | Laoský kip                        | LAK      | Asie                |                   |
| Lesotho                        | Lesothský loti Jihoafrický rand   | LSL ZAR  | Afrika              |                   |
| Libanon                        | Libanonská libra                  | LBP      | Asie                | libra             |
| Libérie                        | Liberijský dolar                  | LRD      | Afrika              | dolar             |
| Libye                          | Libyjský dinár                    | LYD      | Afrika              | dinár             |
| Lichtenštejnsko                | Švýcarský frank                   | CHF      | Evropa              | frank             |
| Litva                          | Euro                              | EUR      | Evropa              | euro              |
| Lotyšsko                       | Euro                              | EUR      | Evropa              | euro              |
| Lucembursko                    | Euro                              | EUR      | Evropa              | euro              |
| Madagaskar                     | Malgašský ariary                  | MGA      | Afrika              |                   |
| Maďarsko                       | Maďarský forint                   | HUF      | Evropa              |                   |
| Malajsie                       | Malajsijský ringgit               | MYR      | Asie                |                   |
| Malawi                         | Malawiská kwacha                  | MWK      | Afrika              | kwacha            |
| Maledivy                       | Maledivská rupie                  | MVR      | Asie                | rupie             |
| Mali                           | CFA frank                         | XOF      | Afrika              | frank             |
| Malta                          | Euro                              | EUR      | Evropa              | euro              |
| Maroko                         | Marocký dirham                    | MAD      | Afrika              | dirham            |
| Marshallovy ostrovy            | Americký dolar                    | USD      | Austrálie a Oceánie | dolar             |
| Mauritánie                     | Mauritánská ukíjá                 | MRU      | Afrika              |                   |
| Mauricius                      | Mauricijská rupie                 | MUR      | Afrika              | rupie             |
| Mexiko                         | Mexické peso                      | MXN      | Severní Amerika     | peso              |
| Mikronésie                     | Americký dolar                    | USD      | Austrálie a Oceánie | dolar             |
| Moldavsko                      | Moldavský lei                     | MDL      | Evropa              | lei               |
| Monako                         | Euro                              | EUR      | Evropa              | euro              |
| Mongolsko                      | Mongolský tugrik                  | MNT      | Asie                |                   |
| Mosambik                       | Mosambický metical                | MZN      | Afrika              |                   |
| Myanmar (Barma)                | Myanmarský kyat                   | MMK      | Asie                |                   |
| Namibie                        | Namibijský dolar Jihoafrický rand | NAD ZAR  | Afrika              | dolar             |
| Nauru                          | Australský dolar                  | AUD      | Austrálie a Oceánie | dolar             |
| Nepál                          | Nepálská rupie                    | NPR      | Asie                | rupie             |
| Německo                        | Euro                              | EUR      | Evropa              | euro              |
| Niger                          | CFA frank                         | XOF      | Afrika              | frank             |
| Nigérie                        | Nigerijská naira                  | NGN      | Afrika              |                   |
| Nikaragua                      | Nikaragujská córdoba              | NIO      | Severní Amerika     |                   |
| Nizozemsko                     | Euro                              | EUR      | Evropa              | euro              |
| Norsko                         | Norská koruna                     | NOK      | Evropa              | koruna            |
| Nový Zéland                    | Novozélandský dolar               | NZD      | Austrálie a Oceánie | dolar             |
| Omán                           | Ománský rijál                     | OMR      | Asie                | rijál             |
| Pákistán                       | Pákistánská rupie                 | PKR      | Asie                | rupie             |
| Palau                          | Americký dolar                    | USD      | Austrálie a Oceánie | dolar             |
| Panama                         | Panamská balboa Americký dolar    | PAB USD  | Severní Amerika     |                   |
| Papua Nová Guinea              | Papuánská kina                    | PGK      | Austrálie a Oceánie |                   |
| Paraguay                       | Paraguayský guaraní               | PYG      | Jižní Amerika       |                   |
| Peru                           | Peruánský sol                     | PEN      | Jižní Amerika       |                   |
| Pobřeží slonoviny              | CFA frank                         | XOF      | Afrika              | frank             |
| Polsko                         | Polský zlotý                      | PLN      | Evropa              |                   |
| Portugalsko                    | Euro                              | EUR      | Evropa              | euro              |
| Rakousko                       | Euro                              | EUR      | Evropa              | euro              |
| Rovníková Guinea               | CFA frank                         | XAF      | Afrika              | frank             |
| Rumunsko                       | Rumunský lei                      | RON      | Evropa              | lei               |
| Rusko                          | Ruský rubl                        | RUB      | Evropa              | rubl              |
| Rwanda                         | Rwandský frank                    | RWF      | Afrika              | frank             |
| Řecko                          | Euro                              | EUR      | Evropa              | euro              |
| Salvador                       | Americký dolar                    | BTC USD  | Severní Amerika     | bitcoin dolar     |
| Samoa                          | Samojská tala                     | WST      | Austrálie a Oceánie |                   |
| San Marino                     | Euro                              | EUR      | Evropa              | euro              |
| Saúdská Arábie                 | Saúdský rijál                     | SAR      | Asie                | rijál             |
| Senegal                        | CFA frank                         | XOF      | Afrika              | frank             |
| Severní Korea                  | Severokorejský won                | KPW      | Asie                | won               |
| Severní Makedonie              | Makedonský denár                  | MKD      | Evropa              | dinár             |
| Seychely                       | Seychelská rupie                  | SCR      | Afrika              | rupie             |
| Sierra Leone                   | Sierraleonský leone               | SLE      | Afrika              |                   |
| Singapur                       | Singapurský dolar                 | SGD      | Asie                | dolar             |
| Slovensko                      | Euro                              | EUR      | Evropa              | euro              |
| Slovinsko                      | Euro                              | EUR      | Evropa              | euro              |
| Somálsko                       | Somálský šilink                   | SOS      | Afrika              | šilink            |
| Spojené arabské emiráty        | Dirham SAE                        | AED      | Asie                | dirham            |
| Spojené království             | Libra šterlinků                   | GBP      | Evropa              | libra             |
| Spojené státy americké         | Americký dolar                    | USD      | Severní Amerika     | dolar             |
| Srbsko                         | Srbský dinár                      | RSD      | Evropa              | dinár             |
| Srí Lanka                      | Srílanská rupie                   | LKR      | Asie                | rupie             |
| Středoafrická republika        | CFA frank                         | XAF      | Afrika              | frank             |
| Surinam                        | Surinamský dolar                  | SRD      | Jižní Amerika       | dolar             |
| Súdán                          | Súdánská libra                    | SDG      | Afrika              | libra             |
| Svatá Lucie                    | Východokaribský dolar             | XCD      | Severní Amerika     | dolar             |
| Svatý Kryštof a Nevis          | Východokaribský dolar             | XCD      | Severní Amerika     | dolar             |
| Svatý Tomáš a Princův ostrov   | Svatotomášská dobra               | STN      | Afrika              |                   |
| Svatý Vincenc a Grenadiny      | Východokaribský dolar             | XCD      | Severní Amerika     | dolar             |
| Svazijsko                      | Svazijský lilangeni               | SZL      | Afrika              |                   |
| Sýrie                          | Syrská libra                      | SYP      | Asie                | libra             |
| Šalomounovy ostrovy            | dolar Šalomounových ostrovů       | SBD      | Austrálie a Oceánie | dolar             |
| Španělsko                      | Euro                              | EUR      | Evropa              | euro              |
| Švédsko                        | Švédská koruna                    | SEK      | Evropa              | koruna            |
| Švýcarsko                      | Švýcarský frank                   | CHF      | Evropa              | frank             |
| Tádžikistán                    | Tádžický somoni                   | TJS      | Asie                |                   |
| Tanzanie                       | Tanzanský šilink                  | TZS      | Afrika              | šilink            |
| Thajsko                        | Thajský baht                      | THB      | Asie                |                   |
| Togo                           | CFA frank                         | XOF      | Afrika              | frank             |
| Tonga                          | Tonžská paʻanga                   | TOP      | Austrálie a Oceánie |                   |
| Trinidad a Tobago              | dolar Trinidadu a Tobaga          | TTD      | Severní Amerika     | dolar             |
| Tunisko                        | Tuniský dinár                     | TND      | Afrika              | dinár             |
| Turecko                        | Turecká lira                      | TRY      | Asie                |                   |
| Turkmenistán                   | Turkmenský manat                  | TMT      | Asie                | manat             |
| Tuvalu                         | Tuvalský dolar                    | AUD      | Austrálie a Oceánie | dolar             |
| Uganda                         | Ugandský šilink                   | UGX      | Afrika              | šilink            |
| Ukrajina                       | Ukrajinská hřivna                 | UAH      | Evropa              |                   |
| Uruguay                        | Uruguayské peso                   | UYU      | Jižní Amerika       | peso              |
| Uzbekistán                     | Uzbecký sum                       | UZS      | Asie                | som               |
| Vanuatu                        | Vanuatský vatu                    | VUV      | Austrálie a Oceánie |                   |
| Vatikán                        | Euro                              | EUR      | Evropa              | euro              |
| Venezuela                      | Venezuelský bolívar               | VES      | Jižní Amerika       |                   |
| Vietnam                        | Vietnamský dong                   | VND      | Asie                |                   |
| Východní Timor                 | Americký dolar                    | USD      | Asie                | dolar             |
| Zambie                         | Zambijská kwacha                  | ZMW      | Afrika              | kwacha            |
| Zimbabwe                       | Zimbabwský zlatý                  | ZWG      | Afrika              |                   |

## Státy s částečným mezinárodním uznáním
| Stát           | Název měny                      | Kód měny | Kontinent | Nárokující stát | Poznámka |
| -------------- | ------------------------------- | -------- | --------- | --------------- | --- |
| Tchaj-wan      | Tchajwanský dolar               | TWD      | Asie      | Čína            | členem OSN není od roku 1971, 25 států ho uznává, další státy s ním udržují alespoň hospodářské kontakty        |
| Kosovo         | Euro                            | EUR      | Evropa    | Srbsko          | Uznané nezanedbatelným počtem států, Srbsko ho stále považuje za svoji autonomní provincii                      |
| Západní Sahara | Marocký dirham                  | MAD      | Afrika    | Maroko          | De iure nezávislý stát, jehož nezávislost uznává nezanedbatelný počet jiných států, ale fakticky nezávislé není |
| Palestina      | Izraelský šekel Jordánský dinár | ILS JOD  | Asie      | Izrael          | De iure nezávislý stát, jehož nezávislost uznává nezanedbatelný počet jiných států, ale fakticky nezávislý není |
| Abcházie       | Abchazský apsar Ruský rubl      | - RUB    | Asie      | Gruzie          | Celosvětově uznávaná několika státy, ale de facto nezávislá                                                     |
| Jižní Osetie   | Ruský rubl                      | RUB      | Asie      | Gruzie          | Celosvětově uznávaná několika státy, ale de facto nezávislá                                                     |
| Podněstří      | Podněsterský rubl               | -        | Evropa    | Moldavsko       | Celosvětově nikým uznávaný stát, ale de facto nezávislý                                                         |
| Somaliland     | Somalilandský šilink            | -        | Afrika    | Somálsko        | Celosvětově nikým uznávaný stát, ale de facto nezávislý                                                         |
| Severní Kypr   | Turecká lira                    | YLT      | Asie      | Kypr            | Celosvětově uznávaný jen Tureckem, ale de facto nezávislý                                                       |

## Závislá území, teritoria, správní oblasti
Tento přehled zahrnuje jen ta závislá území, která jsou trvale obydlená. Kompletní seznam veškerých závislých území najdete v Seznam závislých území.
| Území                                      | Název měny                | Kód měny | Poloha               | Nadřazený stát        |
| ------------------------------------------ | ------------------------- | -------- | -------------------- | --------------------- |
| Alandy                                     | Euro                      | EUR      | Baltské moře         | Finsko                |
| Akrotiri a Dekelia                         | Euro                      | EUR      | Středozemní moře     | Spojené království    |
| Americká Samoa                             | Americký dolar            | USD      | Tichý oceán          | USA                   |
| Americké Panenské ostrovy                  | Americký dolar            | USD      | Karibské moře        | USA                   |
| Anguilla                                   | Východokaribský dolar     | XCD      | Karibské moře        | Spojené království    |
| Aruba                                      | Arubský florin            | AWG      | Karibské moře        | Nizozemské království |
| Bermudy                                    | Bermudský dolar           | BMD      | Atlantský oceán      | Spojené království    |
| Bonaire, Svatý Eustach a Saba              | Americký dolar            | USD      | Karibské moře        | Nizozemské království |
| Britské Panenské ostrovy                   | Americký dolar            | USD      | Karibské moře        | Spojené království    |
| Cookovy ostrovy                            | Dolar Cookových ostrovů   | NZD      | Tichý oceán          | Nový Zéland           |
| Curaçao                                    | Karibský gulden           | XCG      | Karibské moře        | Nizozemské království |
| Faerské ostrovy                            | Faerská koruna            | DKK      | Atlantský oceán      | Dánsko                |
| Falklandy                                  | Falklandská libra         | FKP      | Atlantský oceán      | Spojené království    |
| Francouzská Polynésie                      | CFP frank                 | XPF      | Tichý oceán          | Francie               |
| Gibraltar                                  | Gibraltarská libra        | GIP      | Středozemní moře     | Spojené království    |
| Grónsko                                    | Dánská koruna             | DKK      | Atlantský oceán      | Dánsko                |
| Guam                                       | Americký dolar            | USD      | Tichý oceán          | USA                   |
| Guernsey                                   | Guernseyská libra         | GBP      | Atlantský oceán      | Spojené království    |
| Hongkong                                   | Hongkongský dolar         | HKD      | Jihočínské moře      | Čína                  |
| Jersey                                     | Jerseyská libra           | GBP      | Atlantský oceán      | Spojené království    |
| Kajmanské ostrovy                          | Dolar Kajmanských ostrovů | KYD      | Karibské moře        | Spojené království    |
| Kokosové ostrovy                           | Australský dolar          | AUD      | Indický oceán        | Austrálie             |
| Macao                                      | Macajská pataca           | MOP      | Jihočínské moře      | Čína                  |
| Man                                        | Manská libra              | GBP      | Irské moře           | Spojené království    |
| Montserrat                                 | Východokaribský dolar     | XCD      | Karibské moře        | Spojené království    |
| Niue                                       | Novozélandský dolar       | NZD      | Tichý oceán          | Nový Zéland           |
| Norfolk                                    | Australský dolar          | AUD      | Tichý oceán          | Austrálie             |
| Nová Kaledonie                             | CFP frank                 | XPF      | Tichý oceán          | Francie               |
| Pitcairnovy ostrovy                        | Novozélandský dolar       | NZD      | Tichý oceán          | Spojené království    |
| Portoriko                                  | Americký dolar            | USD      | Karibské moře        | USA                   |
| Svatý Bartoloměj                           | Euro                      | EUR      | Karibské moře        | Francie               |
| Svatý Martin (francouzská část)            | Euro                      | EUR      | Karibské moře        | Francie               |
| Saint Pierre a Miquelon                    | Euro                      | EUR      | Atlantský oceán      | Francie               |
| Svatý Martin (nizozemská část)             | Karibský gulden           | XCG      | Karibské moře        | Nizozemské království |
| Severní Mariany                            | Americký dolar            | USD      | Tichý oceán          | USA                   |
| Svatá Helena, Ascension a Tristan da Cunha | Svatohelenská libra       | SHP      | Atlantský oceán      | Spojené království    |
| Špicberky                                  | Norská koruna             | NOK      | Severní ledový oceán | Norsko                |
| Tokelau                                    | Novozélandský dolar       | NZD      | Tichý oceán          | Nový Zéland           |
| Turks a Caicos                             | Americký dolar            | USD      | Atlantský oceán      | Spojené království    |
| Vánoční ostrov                             | Australský dolar          | AUD      | Indický oceán        | Austrálie             |
| Wallis a Futuna                            | CFP frank                 | XPF      | Tichý oceán          | Francie               |